# 岩沼インターチェンジ
岩沼インターチェンジ（いわぬまインターチェンジ）は、宮城県岩沼市にある、仙台東部道路のインターチェンジである。 

## 歴史
- 1995年（平成7年）7月27日：岩沼IC - 仙台空港IC間開通に伴い、供用開始[1]。
- 2001年（平成13年）8月1日：亘理IC - 岩沼IC間開通[1]。

## 周辺
- 岩沼駅（JR東日本・東北本線/常磐線）
- 阿武隈川

## 道路
- E6 仙台東部道路（29番）

## 接続する道路
- 直接接続
  - 宮城県道125号岩沼海浜緑地線

## 隣
E6 仙台東部道路
(28) 亘理IC - (29) 岩沼IC - (30) 仙台空港IC